# Saint-Cyr-du-Bailleul
Saint-Cyr-du-Bailleul és un municipi francès situat al departament de la Manche i a la regió de Normandia. L'any 2007 tenia 430 habitants.

## Demografia

### Població
El 2007 la població de fet de Saint-Cyr-du-Bailleul era de 430 persones. Hi havia 176 famílies de les quals 60 eren unipersonals (32 homes vivint sols i 28 dones vivint soles), 56 parelles sense fills, 52 parelles amb fills i 8 famílies monoparentals amb fills.
La població ha evolucionat segons el següent gràfic:
Habitants censats

### Habitatges
El 2007 hi havia 301 habitatges, 194 eren l'habitatge principal de la família, 55 eren segones residències i 52 estaven desocupats. Tots els 300 habitatges eren cases. Dels 194 habitatges principals, 144 estaven ocupats pels seus propietaris, 43 estaven llogats i ocupats pels llogaters i 7 estaven cedits a títol gratuït; 6 tenien una cambra, 22 en tenien dues, 48 en tenien tres, 56 en tenien quatre i 61 en tenien cinc o més. 151 habitatges disposaven pel capbaix d'una plaça de pàrquing. A 106 habitatges hi havia un automòbil i a 64 n'hi havia dos o més.

### Piràmide de població
La piràmide de població per edats i sexe el 2009 era:
| Homes | Edats   | Dones |
| ----- | ------- | ----- |
| 0     | 95 o +  | 0     |
| 0     | 90 a 94 | 8     |
| 0     | 85 a 89 | 8     |
| 4     | 80 a 84 | 4     |
| 16    | 75 a 79 | 12    |
| 16    | 70 a 74 | 24    |
| 24    | 65 a 69 | 20    |
| 12    | 60 a 64 | 8     |
| 12    | 55 a 59 | 8     |
| 20    | 50 a 54 | 16    |
| 16    | 45 a 49 | 16    |
| 8     | 40 a 44 | 12    |
| 16    | 35 a 39 | 4     |
| 8     | 30 a 34 | 12    |
| 16    | 25 a 29 | 4     |
| 12    | 20 a 24 | 8     |
| 20    | 15 a 19 | 8     |
| 8     | 10 a 14 | 16    |
| 16    | 5 a 9   | 8     |
| 0     | 0 a 4   | 4     |

## Economia
El 2007 la població en edat de treballar era de 246 persones, 185 eren actives i 61 eren inactives. De les 185 persones actives 169 estaven ocupades (92 homes i 77 dones) i 16 estaven aturades (6 homes i 10 dones). De les 61 persones inactives 32 estaven jubilades, 12 estaven estudiant i 17 estaven classificades com a «altres inactius».

### Ingressos
El 2009 a Saint-Cyr-du-Bailleul hi havia 188 unitats fiscals que integraven 400 persones, la mediana anual d'ingressos fiscals per persona era de 13.342 €.

### Activitats econòmiques
Dels 9 establiments que hi havia el 2007, 1 era d'una empresa de fabricació d'altres productes industrials, 2 d'empreses de construcció, 1 d'una empresa de comerç i reparació d'automòbils, 1 d'una empresa de transport, 3 d'empreses d'hostatgeria i restauració i 1 d'una empresa de serveis.
Dels 3 establiments de servei als particulars que hi havia el 2009, 1 era un paleta, 1 fusteria i 1 restaurant.
L'any 2000 a Saint-Cyr-du-Bailleul hi havia 74 explotacions agrícoles que ocupaven un total de 2.064 hectàrees.

## Poblacions més properes
El següent diagrama mostra les poblacions més properes.